# Xestoleptura tibialis
Xestoleptura tibialis är en skalbaggsart som först beskrevs av Leconte 1850.  Xestoleptura tibialis ingår i släktet Xestoleptura och familjen långhorningar. Inga underarter finns listade i Catalogue of Life.